# Геј-Лисаков закон
Геј-Лисаков закон (правописно исправно: Ге-Лисаков закон)  успоставља везу између температуре и запремине код идеалног гаса по којем је, при константном притиску {\displaystyle p=const.}, тј. у изобарском процесу, запремина гаса {\displaystyle V} непроменљиве количине {\displaystyle n} директно пропорционална апсолутној температури {\displaystyle T}, тј. {\displaystyle {\tfrac {V}{T}}=const.}

## Извођење закона
Закон се изводи директно из једначине стања идеалног гаса, која гласи {\displaystyle pV=nRT}, где је {\displaystyle R=8,31{\tfrac {J}{molK}}} универзална гасна константа. С обзиром да су величине {\displaystyle n,R,P} константе следи {\displaystyle {\tfrac {V}{T}}={\frac {nR}{p}}=const.}, што заправо значи да ако два различита стања у изобарском процесу имају запремине и температуре {\displaystyle V_{1},T_{1}}, тј. {\displaystyle V_{2},T_{2}}, онда важи {\displaystyle {\tfrac {V_{1}}{T_{1}}}={\tfrac {V_{2}}{T_{2}}}}.
Ако је запремина гаса на температури {\displaystyle 0^{o}C} {\displaystyle V_{0}}, а у неком другом стању са температуром {\displaystyle t(^{o}C)}, запремина {\displaystyle V_{1}}, онда важи {\displaystyle {\tfrac {V_{1}}{({\tfrac {t}{^{o}C}}+273)K}}={\tfrac {V_{0}}{273K}}}, а одавде сређивањем добијамо {\displaystyle V_{1}=V_{0}(1+{\tfrac {t}{273^{o}C}})}. Ову последњу законитост експериментално је добио Геј-Лисак. Из ње се директно види линеарна зависност запремине од температуре. На графицима испод се види зависност запремине од апсолутне температуре и од температуре у {\displaystyle ^{o}C} у изобарском процесу.
Са другог графика се може закључити да би на температури {\displaystyle -273^{o}C} тј. на апсолутној нули, запремина гаса била једнака нули, што наравно није могуће, па се одатле види да се апсолутна нула, тј. {\displaystyle 0}К не може достићи.